# 雪彦温泉
雪彦温泉（せっぴこおんせん）は、兵庫県姫路市夢前町（旧国播磨国）にあった温泉。
名称の由来ともなった雪彦山の麓で湧出している。

## 泉質
- アルカリ性単純温泉（低張性アルカリ性低温泉）
  - 泉温 26.5℃
  - 地下1500メートルで湧出しているが、源泉温泉が低いため、加温・循環式にしている。

## 温泉地
日本三彦山で知られる雪彦山の麓に、日帰り温泉施設「雪彦温泉」が一軒存在していた。
建物は質素なロッジ風の構造になっている。運営は、姫路市に本社を置くヤマサ蒲鉾が行っていた。宿泊施設は夢前川沿いに雪彦山へ向かうと、キャンプ場がある。

## 歴史
- 1996年（平成8年）- 開湯。
- 2023年（令和5年）- 老朽化のため、閉館。

## 交通

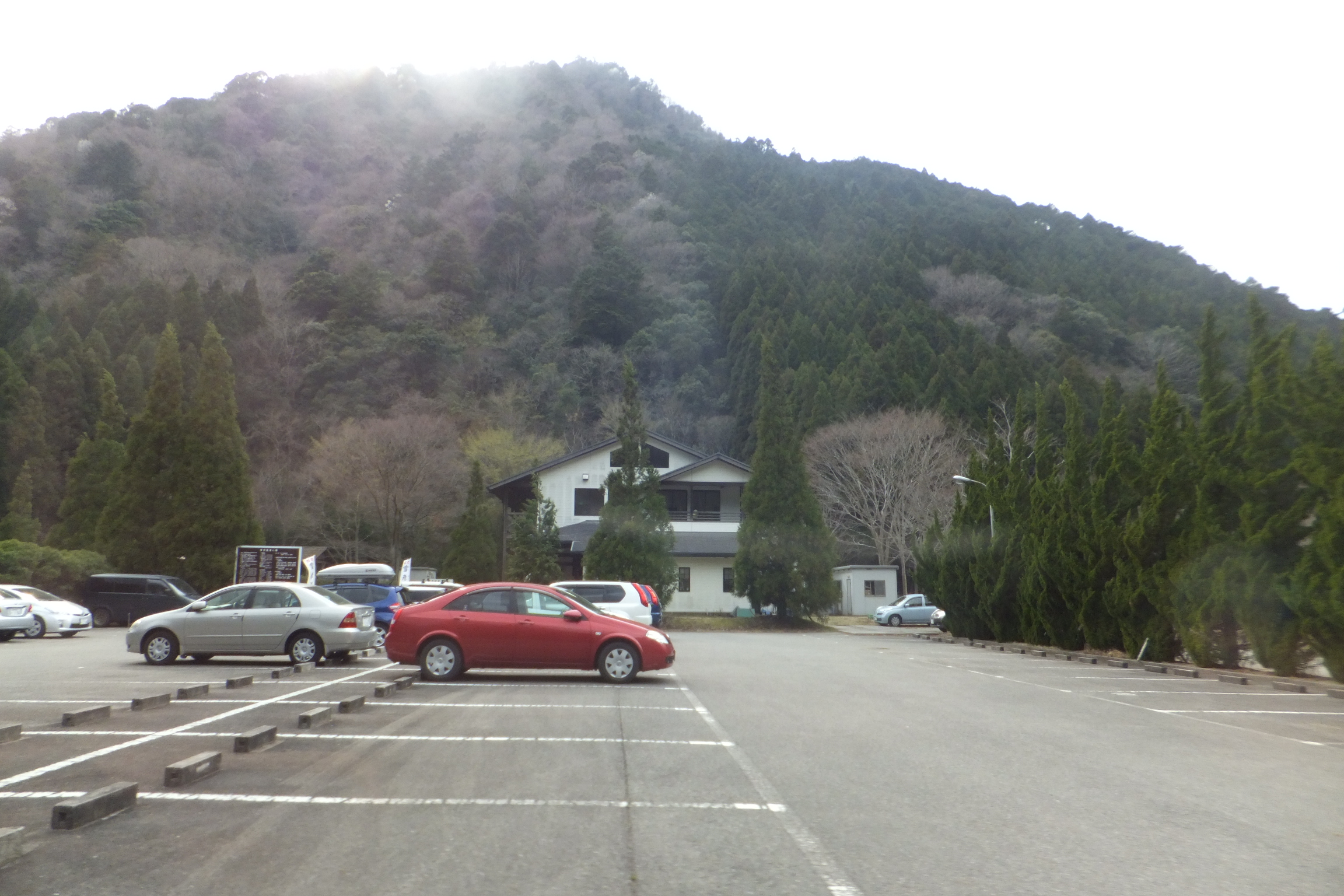
雪彦温泉の駐車場

- 中国自動車道山崎IC又は福崎ICより車で20分。
- JR播但線・福崎駅より車で15分[3]。